# Forças Armadas da Turquia
As Forças Armadas da Turquia (em turco: Türk Silahlı Kuvvetleri, ou TSK) são as forças militares da República da Turquia. Elas consistem no Exército, da Marinha (incluindo a Aviação Naval e os Fuzileiros), e da Força Aérea. A Gendarmaria e a Guarda Costeira, as quais têm o poder de aplicação da lei e funções militares, operam como componentes das forças de segurança internas em tempo de paz, e são subordinadas ao Ministério do Interior. Em tempos de guerra, estes são subordinados ao Exército e à Marinha. Hoje os militares turcos percebem-se como os guardiães da ideologia kemalista, a ideologia oficial do Estado, especialmente dos aspectos seculares do Kemalismo.
O Chefe do Estado Maior General está vago. O Chefe do Estado Maior General é o Comandante das Forças Armadas. Em tempos de guerra, ele atua como o Comandante em Chefe, em nome do Presidente, que representa o Comando Supremo Militar das Forças Armas Turcas em nome da Grande Assembleia Nacional da Turquia. Comandar as forças armadas e estabelecer as políticas e programas relacionados com a preparação para o combate de pessoal, inteligência, operações, organização, treinamento e serviços de logística são as responsabilidades do Estado Maior General. Além disso, também coordena as relações entre os ramos militares das forças armadas (Armada, Exército, Força Aérea, Guarda Nacional, etc.) da Turquia, e com as demais forças armadas dos estados membros da OTAN e outras nações amigas.
Depois de se tornar um membro da OTAN a 18 de fevereiro de 1952, a Turquia iniciou um programa de modernização abrangente para as suas Forças Armadas. No final da década de 1980, um segundo processo de reestruturação foi iniciado.

## História

### Conflito com o PKK
Desde o início da década de 1980, as Forças Armadas da Turquia têm estado envolvidas em uma campanha prolongada contra o PKK (em turco: Partiya Karkerên Kurdistan, em português: Partido dos Trabalhadores do Curdistão). No curso desta campanha, que envolveu frequentes incursões em localidades vizinhas ao Iraque, muitas comunidades rurais curdas foram deslocadas em um esforço para limitar a base de apoio logístico do PKK. Essas ações resultaram, em meados da década de 1990, em mais de 3 000 aldeias curdas abandonadas pela sua população, enquanto segundo dados oficiais, mais de 378 mil curdos haviam sido deslocados e desabrigados.